# Tussiwarriors
Tussiwarriors es un grupo de trap uruguayo fundado en Montevideo en 2023, está liderada por Churrito (voz), Double Tonka (voz) y Penjamin Zaza (voz). Hicieron su debut en ese mismo año con el lanzamiento de su EP debut Tussi & Tonkas (2023). No fue hasta 2024 cuando lanzaron su primer álbum de estudio El Mixetape, en la cual su sencillo principal «Todo maldito» los haría irrumpir la escena musical uruguaya, haciéndoles ganar cobertura mediática en redes sociales como Instagram y TikTok. Su estilo combina el trap con letras irreverentes, humor absurdo y referencias culturales locales, creando un universo propio al que llaman el «Tussiverso». En 2025 lanzaron su segundo disco Tonkiclub. Los tres miembros del grupo se caracterizan por vestir pasamontañas y lentes de sol, creando una estética enigmática y provocadora.

## Historia

### 2023-2024: inicios,Tussi & Tonkas,TussivolutionyEl Mixetape
La agrupación, formada por Churrito (voz), Double Tonka (voz) y Penjamin Zaza (voz) se fundó en 2023.  Los tres se conocieron cuando asistían a la escuela, Double Tonka argumentó diciendo: «Nosotros nunca pudimos ir a un colegio todos juntos. Y si pasaba era por menos de una semana porque siempre terminábamos los tres separados».  Su vínculo se fortaleció a través de experiencias compartidas y una visión artística común. El 17 de febrero de 2023 a través de Spotify y YouTube lanzaron su EP debut Tussi & Tonkas (2023), que incluía cinco canciones en total. Su segundo EP, Tussivolution (2023), fue anunciado por primera vez en Instagram el 26 de mayo, que incluía siete pistas y finalmente se lanzo en las plataformas de streaming Spotify el 4 de septiembre. Sin embargo, no fue hasta 2024 en la que a través de YouTube se volvieron virales con el lanzamiento de su canción insignia «Todo maldito», perteneciente como primer corte de difusión de su primer lanzamiento de estudio, El Mixetape (2024); dicho video se puede apreciar a los tres miembros interpretando la canción en la entrada del Estadio Luis Franzini y en el Parque Rodó. Cuando les preguntaron sobre el punto quiebre del grupo, Double Tonka explicó que lo que generó el impacto fue esa canción: 

«Todo maldito» porque pegó el boom. Se hizo viral en TikTok y reels, y la gente empezó a comentar: «¿Qué onda con estos pelotudos que están de pasamontañas y son hinchas de Defensor?» [Risas].
Double Tonka

La gira para promocionar El Mixetape fueron en diversas salas y bailes tanto de Uruguay como también de Argentina: el 25 de octubre de 2024 actuaron en el Live Era, junto con el artista Zelmar como telonero.

### 2025-presente:Tonkiclub
Las letras de Tonkiclub mantienen ese enfoque, utilizando metáforas y referencias que requieren una interpretación más allá de lo superficial. Como mencionó Churrito:

Uno no tiene que ir a escuchar el tema diciendo: «Voy a escuchar música buena o algo medio melódico». No, uno tiene que dejarse llevar y no pensar mucho en lo que están diciendo los Tussi, sino que disfrutar. Claramente, es todo para divertirse.
Churrito

Desde su lanzamiento, Tonkiclub ha sido bien recibido por su base de seguidores, quienes han llenado shows en Montevideo y Buenos Aires. El grupo ha anunciado un concierto en la Sala del Museo el 13 de abril, y aspiran a ser teloneros de Duki en el Antel Arena, así como a llenar el Estadio Franzini.

## Discografía
- 2023: Tussi & Tonkas
- 2023: Tussivolution
- 2024: El Mixetape
- 2025: Tonkiclub